# Pladaroxylon leucadendron
 Pladaroxylon leucadendron   Hook.f., 1870 è una specie di pianta angiosperma dicotiledone della famiglia delle Asteraceae (sottofamiglia Asteroideae).  Pladaroxylon leucadendron  è anche l'unica specie del genere  Pladaroxylon   Hook.f., 1870.

## Etimologia
Il nome scientifico della specie è stato definito dal botanico Joseph Dalton Hooker (1817-1911) nella pubblicazione " Hooker's Icones Plantarum; or figures, with brief descriptive characters and remarks of new or rare plants. London" ( Hooker's Icon. Pl. 11: t. 1055 ) del 1870. Il nome scientifico del genere è stato definito nella stessa pubblicazione.

## Descrizione
Habitus. Pladaroxylon leucadendron ha un habitus di tipo arboreo (altezza massima: 5 metri). Le superfici delle piante possono essere sia glabre che pubescenti per peli semplici.
Radici. Le radici in genere sono secondarie da rizoma e possono essere fibrose. I rizomi sono striscianti o legnosi.
Fusto. La parte aerea è eretta; semplice o ramosa (ramificazioni dicotome o tricotomiche).
Foglie. Le foglie cauline, disposte in modo alternato e assemblate alla fine dei rami, sono brevemente picciolate. La forma della lamina è intera ellittico-ovata, con margini a volte dentati.
Infiorescenza. Le sinflorescenze sono composte da più capolini organizzati in formazioni terminali corimbose. Le infiorescenze vere e proprie sono formate da un capolino terminale peduncolato di tipo radiato. Alla base dell'involucro (la struttura principale del capolino) può essere presente un calice formato da brattee fogliacee. I capolini sono formati da un involucro, con forme strettamente campanulate, composto da diverse brattee, al cui interno un ricettacolo fa da base ai fiori di due tipi: quelli esterni del raggio e quelli più interni del disco. Le brattee sono disposte in modo embricato di solito su una sola serie e possono essere connate alla base. Il ricettacolo è nudo (senza pagliette a protezione della base dei fiori); la forma è convessa e a volte è alveolato.
Fiori.  I fiori sono tetra-ciclici (formati cioè da 4 verticilli: calice – corolla – androceo – gineceo) e pentameri (calice e corolla formati da 5 elementi). Sono inoltre ermafroditi, più precisamente i fiori del raggio (quelli ligulati e zigomorfi) sono femminili; mentre quelli del disco centrale (tubulosi e più o meno actinomorfi) sono bisessuali.
- Formula fiorale:

*/x K {\displaystyle \infty }, [C (5), A (5)], G 2 (infero), achenio
- Calice: i sepali del calice sono ridotti ad una coroncina di squame.
- Corolla: nella parte inferiore i petali della corolla sono saldati insieme e formano un tubo. In particolare le corolle dei fiori del disco centrale (tubulosi) terminano con delle fauci dilatate a raggiera con cinque profondi lobi. I lobi possono avere una forma da deltoide a triangolare-ovata (a volte sono debolmente zigomorfi). Nella corolla dei fiori periferici (ligulati) il tubo si trasforma in un prolungamento da nastriforme o ligulato a filiforme o allargato, terminante più o meno con cinque dentelli. Il colore delle corolle è bianco.
- Androceo: gli stami sono 5 con dei filamenti liberi. La parte basale del collare dei filamenti può essere dilatata. Le antere invece sono saldate fra di loro e formano un manicotto che circonda lo stilo. La struttura delle antere è di tipo tetrasporangiato, raramente sono bisporangiate. Il tessuto endoteciale è radiale o polarizzato. Il polline è tricolporato (tipo "helianthoid").[10]
- Gineceo: lo stilo è biforcato con due stigmi nella parte apicale. Gli stigmi sono lineari con appendici troncate; possono avere un ciuffo di peli radicali o in posizione centrale; possono inoltre essere ricoperti da minute papille; altre volte i peli sono di tipo penicillato. Le superfici stigmatiche sono separate.  L'ovario è infero uniloculare formato da 2 carpelli.

Frutti. I frutti sono degli acheni con pappo. La forma degli acheni è ellittico-oblunga; la superficie è percorsa da diverse coste longitudinali e può essere glabra. Possono essere presenti delle ali o degli ispessimenti marginali. Non sempre il carpoforo è distinguibile. Il colore del frutto può essere nero o bruno. Il pappo è formato da numerose setole snelle persistenti.

## Biologia
Impollinazione: l'impollinazione avviene tramite insetti (impollinazione entomogama tramite farfalle diurne e notturne).
Riproduzione: la fecondazione avviene fondamentalmente tramite l'impollinazione dei fiori (vedi sopra).
Dispersione: i semi (gli acheni) cadendo a terra sono successivamente dispersi soprattutto da insetti tipo formiche (disseminazione mirmecoria). In questo tipo di piante avviene anche un altro tipo di dispersione: zoocoria. Infatti gli uncini delle brattee dell'involucro (se presenti) si agganciano ai peli degli animali di passaggio disperdendo così anche su lunghe distanze i semi della pianta. Inoltre per merito del pappo il vento può trasportare i semi anche a distanza di alcuni chilometri (disseminazione anemocora).

## Distribuzione e habitat
La specie di questa voce è distribuita nell'isola di Sant'Elena.

## Tassonomia
La famiglia di appartenenza di questa voce (Asteraceae o Compositae, nomen conservandum) probabilmente originaria del Sud America, è la più numerosa del mondo vegetale, comprende oltre 23.000 specie distribuite su 1.535 generi, oppure 22.750 specie e 1.530 generi secondo altre fonti (una delle checklist più aggiornata elenca fino a 1.679 generi). La famiglia attualmente (2021) è divisa in 16 sottofamiglie; la sottofamiglia Asteroideae è una di queste e rappresenta l'evoluzione più recente di tutta la famiglia.

### Filogenesi
Il genere di questa voce appartiene alla sottotribù Senecioninae della tribù Senecioneae (una delle 21 tribù della sottofamiglia Asteroideae). In base ai dati filogenetici la sottotribù, all'interno della tribù, occupa il "core" della tribù e insieme alla sottotribù Othonninae forma un "gruppo fratello".
I seguenti caratteri sono indicativi per la sottotribù:
- il portamento è molto vario (erbe, arbusti, liane, epifite, alberelli o alberi);
- le foglie sono sia basali che cauline disposte in modo alternato;
- sono presenti capolini sia radiati, disciformi o discoidi;
- le antere sono tetrasporangiate, raramente bisporangiate.

La struttura della sottotribù è molto complessa e articolata (è la più numerosa della tribù con oltre 1.200 specie distribuite su un centinaio di generi) e al suo interno sono raccolti molti sottogruppi caratteristici le cui analisi sono ancora da completare. Il genere della specie di questa voce è endemico dell'isola di Sant'Elena insieme al genere Lachanodes. La loro posizione filogenetica nella sottotribù non è stata ancora studiata, e come altri generi endemici di Sant'Elena hanno un portamento arboreo dai fiori bianchi.
I caratteri distintivi per la specie  Pladaroxylon leucadendron  sono:
- le foglie cauline sono lunghe 40 cm;
- i fiori del raggio sono brevi (0,5 cm);
- le antere sono provviste di coda;
- si tratta di un endemismo dell'isola di Sant'Elena.

### Sinonimi
Sono elencati alcuni sinonimi per questa entità:
- Dectis leucadendron Raf.
- Lachanodes cuneifolia  DC.
- Lachanodes leucadendron  DC.
- Lachanodes pladaroxylon  Endl.
- Senecio leucadendron  Benth. & Hook.f.
- Solidago leucadendron  G.Forst. ex Spreng.
- Solidago leucadendron  Willd.